# Stretto di Barba

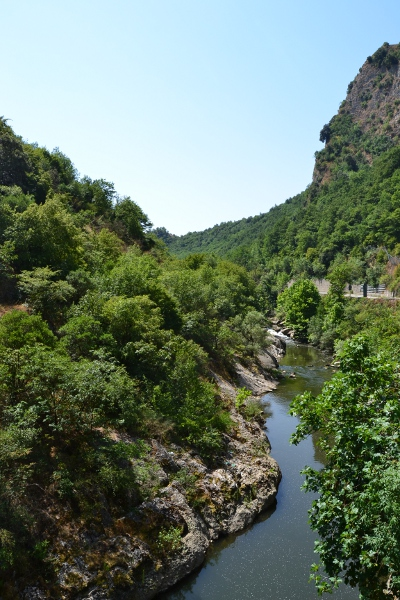
Stretto di Barba

Lo stretto di Barba è una gola, ubicata sul confine tra il comune di Ceppaloni in provincia di Benevento e il comune di Chianche in provincia di Avellino, che si è originata grazie all'azione erosiva provocata dalle acque del fiume Sabato.

## Storia
Il toponimo Barba (Balbae) è citato per la prima volta in un documento del 1132. Al 1272 risale invece il riferimento allo strictum Balbe. Il significato etimologico del toponimo Valva o Balba, divenuta Barba nel XVIII secolo, è chiaramente riconducibile alle valve di una conchiglia e ciò per l'aspetto della gola dalle ripide pareti rocciose.
Più a monte, sul versante di sinistra sorgeva un tempo Balba, un antico abitato munito di un castello che dominava il sottostante stretto.
Costeggiava lo stretto di Barba un'antica strada romana che conduceva da Benevento a Salerno, passando per Avellino e che nel Medioevo fu detta via Antiqua Maiore.
Lo stretto era attraversato dall'antico ponte dell'Acquedotto romano Avellino-Benevento. Nel XVIII secolo sugli antichi piloni del ponte romano vi era appoggiato un ponte in legno. Attualmente si trova un moderno ponte su cui passa la strada statale 88 dei Due Principati.

## Il luogo delle streghe
Una versione della leggenda delle streghe di Benevento pone presso lo stretto di Barba il luogo ove si trovava il noce di Benevento, sotto il quale le streghe praticavano i loro riti. 
Secondo il Piperno, invece, il noce si trovava a due miglia da Benevento, presso la località detta di Santa Colomba, sempre vicino al fiume Sabato. Tali leggende affondano le loro radici nei rituali che compivano i Longobardi sotto un albero sacro che poi secondo la tradizione venne sradicato da san Barbato vescovo di Benevento.